# Euphorbia dioeca
Euphorbia dioeca är en törelväxtart som beskrevs av Carl Sigismund Kunth. Euphorbia dioeca ingår i släktet törlar, och familjen törelväxter. Inga underarter finns listade i Catalogue of Life.